# Густав Беренс (політик)
Густав Беренс (нім. Gustav Behrens; 2 лютого 1899 — 3 липня 1948) — німецький фермер і сільськогосподарський політик, групенфюрер СА. Кавалер Лицарського хреста Хреста Воєнних заслуг.

## Біографія
Учасник Першої світової війни, служив в польовій артилерії. Після війни був членом фрайкору «Оберланд» в Сілезії. З 1923 року — фермер в Аштедті, вирощував буряк. В березні 1923 року вступив у НСДАП і став співзасновником партійної групи в Гарбольцумі. 4 травня 1925 року — в СА. 21 червня 1926 року повторно вступив в партію (квиток №3261). З 1 лютого 1930 по 1 серпня 1931 року — командир штурму СА 5/208.  24 квітня 1932 року невдало балотувався на виборах в Прусський ландтаг від Південного Ганноверу.
З вересня 1933 по 1937 рік — керівник районного фермерського товариства Марієнбурга, займався розвитком молочної промисловості Нижньої Саксонії. З 14 грудня 1934 року — голова Головного об'єднання цукрової промисловості, одночасно обраний на 2 роки імперським керівником фермерів. З 8 лютого 1935 по квітень 1941 року — член Німецької імперської селянської ради. З 20 квітня 1935 по 1 травня 1937 року перебував в розпорядженні 10-го штандарту СА. З березня 1937 року — начальник 3-го головного управління Імперської служби продовольства. 1 травня 1937 року зарахований в штаб групи СА «Нижня Саксонія». З 10 лютого 1937 року — тимчасовий, з 20 квітня 1937 по 1945 рік — постійний  начальник 3-го головного управління Імперської служби продовольства, одночасно постійний представник Імперського керівника фермерів. З 1 червня 1937 року — ад'ютант до розпорядження начальника штабу СА. З 22 по 28 серпня 1937 року — виконавчий президент 11-го Всесвітнього молочного конгресу в Берліні.З 23 по 27 травня 1938 року — президент 12-го Міжнародного конгресу буряківників. З 22 квітня 1941 по травень 1945 року — член Імперської консультативної ради з продовольства і сільського господарства. З 27 липня 1942 року — почесний суддя Народної судової палати. Окрім цього, Беренс був головою контрольної ради Ahstedt-Schellerter Zuckerfabrik AG і  Bank für Landwirtschaft AG, членом ради директорів Німецького рентного і кредитного закладу Центрального сільського господарського банку і Reichsnährstand Verlags-GmbH, консультативної ради Імперського банку і головою Імперського управління продовольства НСДАП в Імперському управлінні у справах селян.

## Звання
- Штурмфюрер СА (20 квітня 1935)
- Оберштурмфюрер СА (29 квітня 1936)
- Штандартенфюрер СА (1 травня 1937)
- Оберфюрер СА (9 листопада 1937)
- Бригадефюрер СА (9 листопада 1938)
- Групенфюрер СА (9 листопада 1942)

## Нагороди
- Золотий партійний знак НСДАП
- Почесний кут старих бійців
- Почесний хрест ветерана війни з мечами
- Почесна пов'язка СА
- Почесний кинджал СА
- Хрест Воєнних заслуг 2-го і 1-го класу
- Лицарський хрест Хреста Воєнних заслуг (1 жовтня 1944)[1] — нагороджений Йозефом Геббельсом за поданням Герберта Бакке.